# الحزب الوطني التقدمي
الحزب الوطني التقدمي هو حزب سياسي سورينامي، من أبرز شخصياته جول سيدني الذي تولى منصب وزير أول في الفترة الممتدة من 20 نوفمبر 1969 حتى 24 ديسمبر 1973. 
تأسس هذا الحزب من قبل جوست رينز الذي تم انتخابه عدة مرات من عام 1951 كمرشح عن الحزب الوطني السورينامي (NPS) كعضو في البرلمان. في عام 1963 أصبح وزيرا للبناء نيابة عن الحزب ولكن بعد صراع مع حزبه تم فصله في 31 ديسمبر 1966. في يناير 1967، أسس الحزب الوطني التقدمي، وأعيد انتخاب رينس كعضو في البرلمان في الانتخابات التي تلت ذلك بأشهر قليلة، كما جاء جول سيدني (وزير المالية سابقًا في الحزب الوطني) وأكسيل كوينتوس بوس عضوًا في الحزب الوطني التقدمي في سورينام.